# Masque Batcham

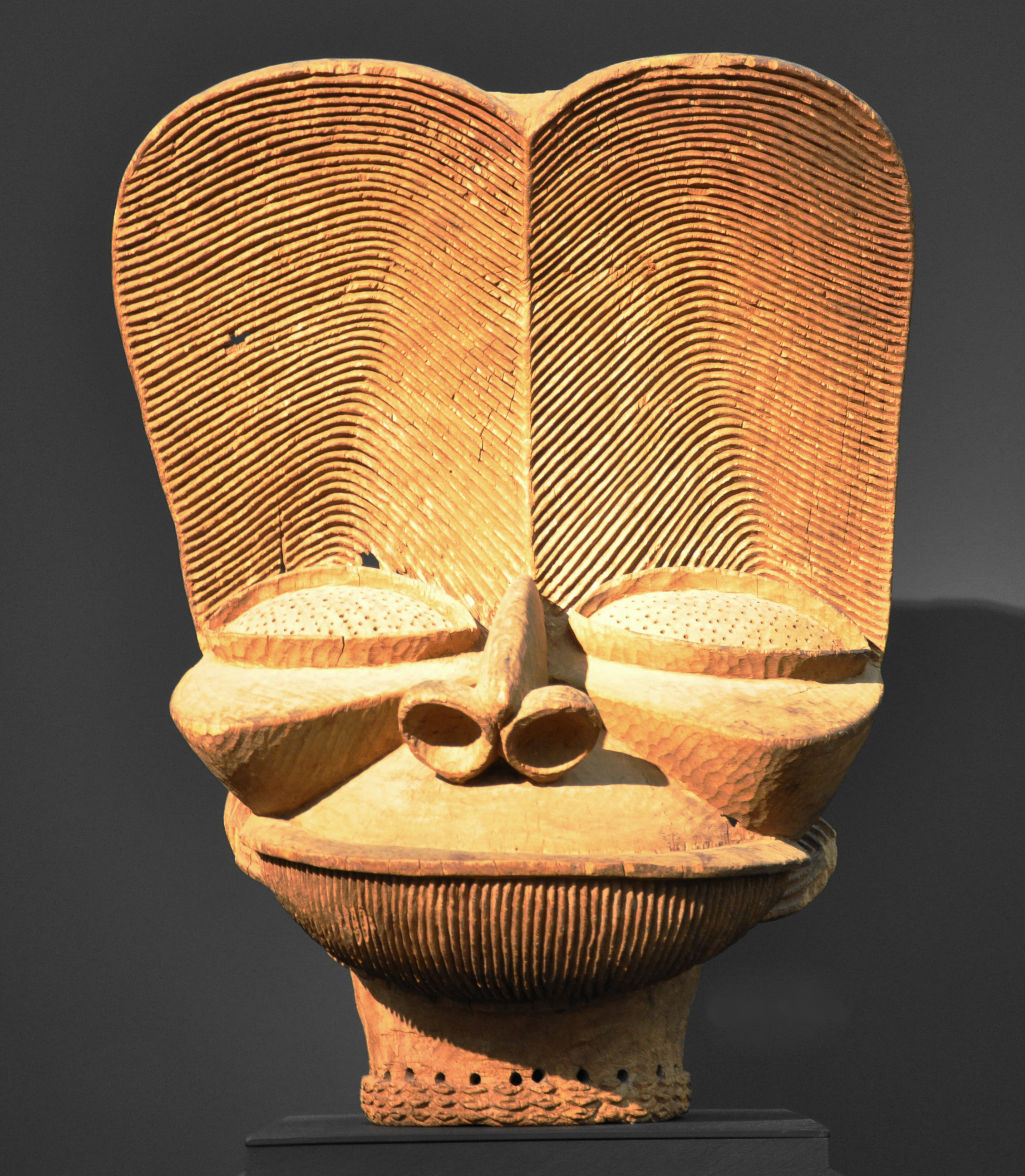
Masque Batcham, Museum Rietberg

Le Masque Batcham ou simplement le Batcham est originaire de l'Ouest du Cameroun bien que son nom désigne le lieu où il a été trouvé pour la première fois : Batcham.
Il est considéré comme le masque du Cameroun le plus connu : en Afrique et à travers le monde, plusieurs publications d'historiens, de professionnels d'art et même d'étudiants en parlent ; et le plus vendu : il a récolté environ 2 milliards aux enchères aux États-Unis.
Les premiers lieux de collectes répertoriés sont : Bandjoun, Batoufam, Bana, Batcham, Bamendjo, Bangang et Fotabong I.

## Symbolique
Dans la plupart des villages où ce masque a été répertorié, il représente la puissance et une position dans la hiérarchie sociale traditionnelle; il appartient aux sociétés Nsop (région de Bandjoun, Kah (région de Batcham/Mbouda) et Troh (Bangoua).

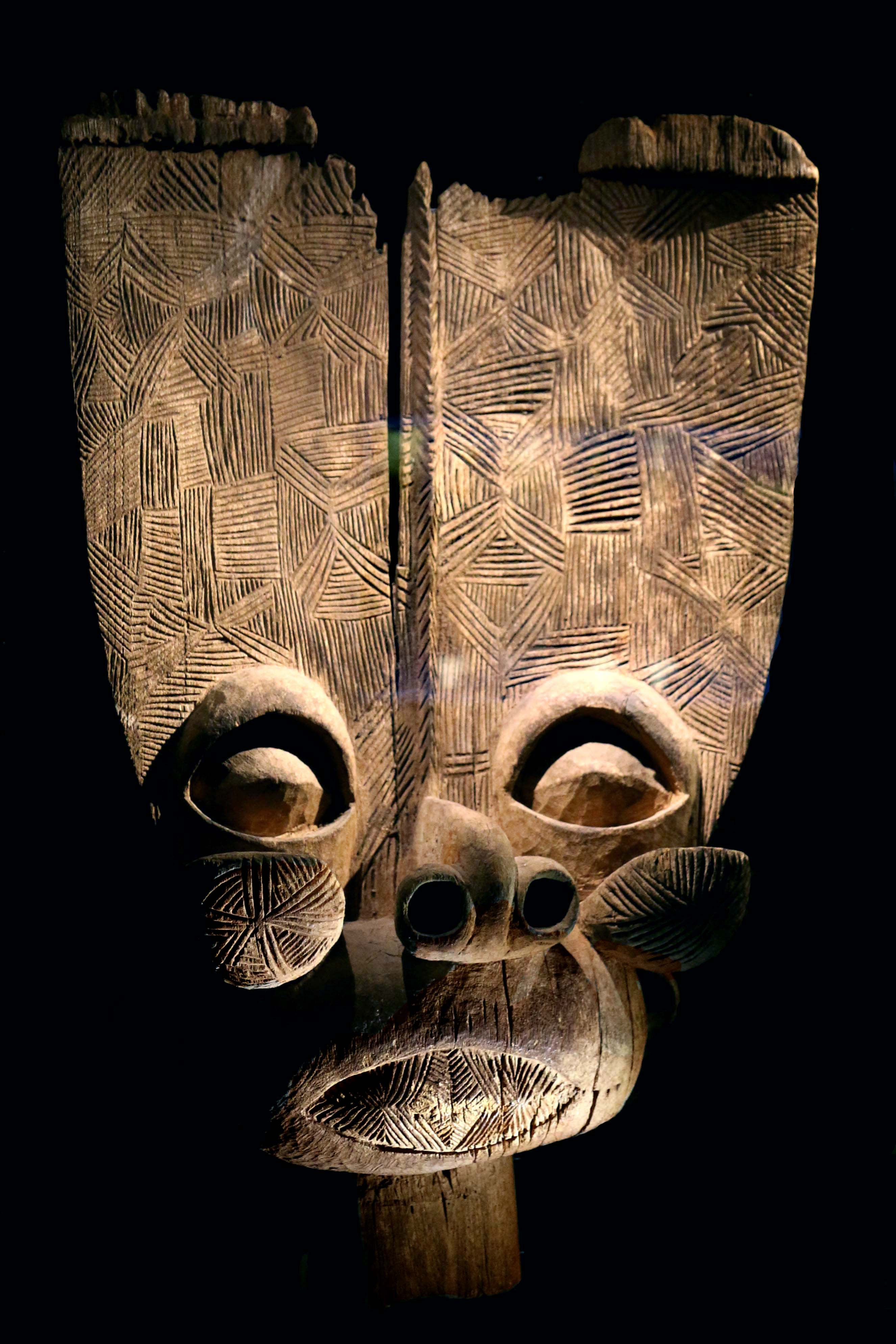
Masque Batcham, Musée des arts africains, océaniens et amérindiens

Ce sont pour la plupart des sociétés secrètes qui utilisent ce masque de façon exceptionnelle pour célébrer l'intronisation d'un nouveau roi, le célébrer les funérailles des grands dignitaires et lors des danses rituelles.

## Description
En bois, ce masque est représente un visage modifié et assez complexe du point de vue esthétique.
Il se présente sur deux axes : horizontal et vertical,.
- L'axe horizontal

Il est représenté par deux grandes joues saillantes et à demi-arrondi, d'une énorme bouche ovale contenant des multiples dents. Les oreilles ont une forme triangulaire ou semi-circulaire. Les narines sont arrondies, projetées vers l'avant et perpendiculaires au plan du nez.
- L'axe vertical

Il s'agit de deux parties semblables séparées en deux par une crête.